# Interstate 694
Pour les articles homonymes, voir Route 694.
L'Interstate 694 (I-694) est une autoroute auxiliaire ouest–est de la région de Minneapolis-Saint Paul dans le Minnesota. Le terminus ouest de l'autoroute est à la jonction avec l'I-94 / I-494 / US 52 à Maple Grove. Le terminus est de l'I-694 est à une autre jonction avec l'I-94 / I-494 à la limite entre Woodbury et Oakdale. L'I-694 forme les segments nord et nord-est de la route de ceinture autour des Twin Cities, avec l'I-494 formant le reste de la route de ceinture.
L'I-694 rencontre l'I-35W à la limite entre New Brighton et Arden Hills ainsi que l'I-35E à la limite entre Little Canada et Vadnais Heights. L'I-694 forme un multiplex avec l'I-94 / US 52 sur huit miles (13 km) entre Maple Grove et Brooklyn Center. L'I-694 parcourt 30,8 miles (49,6 km).

## Description du tracé
L'I-694 débute au terminus anti-horaire de l'I-494, à la jonction avec l'I-94, l'I-494 et la US 52 à Maple Grove. Depuis cet échangeur, l'I-694 se dirige vers l'est, en sens horaire et en multiplex avec l'I-94 / US 52. À Brooklyn Center, l'I-94 / US 52 se sépare de l'I-694 et celle-ci continue vers l'est et traverse le fleuve Mississippi. La route rencontre ensuite l'I-35W. Elle se dirige légèrement vers le sud-est et traverse les communautés de Arden Hills, Shoreview et Little Canada. L'I-694 rencontre ensuite l'I-35E. et continue à l'est en passant par Vadnais Heights, White Bear Lake et Maplewood. À Pine Springs, l'I-694 bifurque de l'est vers le sud vers Oakdale. Elle se termine à l'échangeur avec l'I-94 et l'I-494 à la limite entre Oakdale et Woodbury. L'I-694 devient l'I-494 après cet échangeur.
Les bornes de distance de l'I-694 sont numérotées de façon croissante en se dirigeant vers l'est. Elles sont en séquence avec celles de l'I-494 sur laquelle la numérotation débute et se termine à la rivière Minnesota.

## Liste des sorties
| Interstate 694                            |                                  |       |       |                 |                                                  | |
| Comté                                     | Municipalité                     | mi    | km    | Sortie          | Intersections / Destinations                     | Notes |
| Hennepin                                  | Maple Grove                      | 27,37 | 44,04 |                 | I-494 sud                                        | Continue au-delà de l'I-94                                                                               |
| Hennepin                                  | Maple Grove                      | 27,37 | 44,04 | 27              | I-94 ouest / US 12 nord – Saint Cloud            | Terminus ouest du multiplex avec I-94 / US 52; sortie 216 de l'I-94                                      |
| Hennepin                                  | Maple Grove                      | 28,46 | 45,80 | 28              | CSAH 61 (Hemlock Lane)                           | |
| Hennepin                                  | Brooklyn Park                    | 29,50 | 47,47 | 29              | US 169                                           | Indiqué sortie 29A (sud) et 29B (nord)                                                                   |
| Hennepin                                  | Brooklyn Park                    | 30,53 | 49,13 | 30              | Boone Avenue                                     | |
| Hennepin                                  | Brooklyn Park                    | 31,45 | 50,62 | 31              | CSAH 81 (Bottineau Boulevard)                    | |
| Hennepin                                  | Brooklyn Center                  | 33,48 | 53,88 | 33              | CSAH 152 (Brooklyn Boulevard)                    | |
| Hennepin                                  | Brooklyn Center                  | 34,77 | 55,96 | 34              | Shingle Creek Parkway vers MN 100 (en)           | |
| Hennepin                                  | Brooklyn Center                  | 35,25 | 56,73 | 35B             | I-94 est / US 12 sud – Minneapolis               | Terminus est du multiplex avec I-94; sortie direction est, entrée direction ouest                        |
| Hennepin                                  | Brooklyn Center                  | 35,25 | 56,73 | 35A             | MN 100 (en) sud                                  | Sortie direction est, entrée direction ouest                                                             |
| Hennepin                                  | Brooklyn Center                  | 35,25 | 56,73 | 35B             | I-94 est / US 12 sud                             | Sortie direction ouest, entrée direction est; sortie 225 de l'I-94 ouest                                 |
| Hennepin                                  | Brooklyn Center                  | 35,82 | 57,64 | 35C             | MN 252 (en) / Great River Road (en)              | Terminus ouest du multiplex avec Great River Road                                                        |
| Fleuve Mississippi                        | Fleuve Mississippi               |       |       | Pont de l'I-694 | Pont de l'I-694                                  | Pont de l'I-694                                                                                          |
| Anoka                                     | Fridley                          | 36,22 | 58,29 | 36              | CSAH 1 (East River Road) / Great River Road (en) | Terminus est du multiplex avec Great River Road                                                          |
| Anoka                                     | Fridley                          | 36,94 | 59,45 | 37              | MN 47 (en) (University Avenue)                   | |
| Anoka                                     | Fridley                          | 37,71 | 60,69 | 38              | MN 65 (en) (Central Avenue)                      | |
| Ramsey                                    | New Brighton                     | 39,16 | 63,02 | 39              | CSAH 44 (Silver Lake Road)                       | |
| Ramsey                                    | New Brighton                     | 39,96 | 64,30 | 40              | CSAH 45 (10th Street)                            | |
| Ramsey                                    | New Brighton                     | 40,76 | 65,60 | 41              | I-35W                                            | Indiqué sortie 41A (sud) et 41B (nord); sortie 26B-C de l'I-35W                                          |
| Ramsey                                    | Arden Hills                      | 41,87 | 67,39 | 42B             | MN 51 (en) sud (Snelling Avenue)                 | Sortie direction est, entrée direction ouest                                                             |
| Ramsey                                    | Arden Hills                      | 42,33 | 68,13 | 42A             | US 10 ouest – Anoka                              | Terminus ouest du multiplex avec US 10; sortie direction ouest, entrée direction est                     |
| Ramsey                                    | Limite Arden Hills–Shoreview     | 42,79 | 68,86 | 42C             | CSAH 51 (Lexington Avenue)                       | |
| Ramsey                                    | Shoreview                        | 43,59 | 70,15 | 43              | CSAH 52 (Victoria Street)                        | |
| Ramsey                                    | Shoreview                        |       |       | 45              | CSAH 49 (Rice Street)                            | |
| Ramsey                                    | Little Canada                    | 46,42 | 74,70 | 46              | I-35E sud / US 10 est – Saint Paul               | Terminus est du multiplex avec US 10; terminus ouest du multiplex avec I-35E; sortie 113 de l'I-35E nord |
| Ramsey                                    | Vadnais Heights                  | 47,07 | 75,75 | 47              | I-35E nord – Duluth                              | Terminus est du multiplex avec I-35E; sortie 113-114 de l'I-35E sud                                      |
| Ramsey                                    | Limite White Bear Lake–Maplewood | 48,48 | 78,03 | 48              | US 61                                            | |
| Ramsey                                    | Limite White Bear Lake–Maplewood | 49,67 | 79,93 | 50              | CSAH 65 (White Bear Avenue)                      | |
| Limite Ramsey–Washington                  | Mahtomedi                        | 51,31 | 82,58 | 51              | MN 120 (en) (Century Avenue)                     | |
| Washington                                | Pine Springs                     | 52,49 | 84,48 | 52              | MN 36 (en) – North Saint Paul, Stillwater        | Indiqué sortie 52A (ouest) et 52B (est)                                                                  |
| Washington                                | Oakdale                          | 54,74 | 88,10 | 55              | CSAH 14 (34th Street North)                      | |
| Washington                                | Oakdale                          | 57,12 | 91,93 | 57              | CSAH 10 (10th Street North)                      | |
| Washington                                | Limite Oakdale–Woodbury          | 58,10 | 93,50 | 58              | I-94 / US 12 – Saint Paul, Eau Claire            | Indiqué sortie 58A (ouest) et 58B (est); sortie 249 de l'I-94                                            |
| Washington                                | Woodbury                         | 58,10 | 93,50 |                 | I-494 ouest                                      | Continue au-delà de l'I-94                                                                               |
| - Terminus de multiplex - Accès incomplet |                                  |       |       |                 |                                                  | |